# Vazul

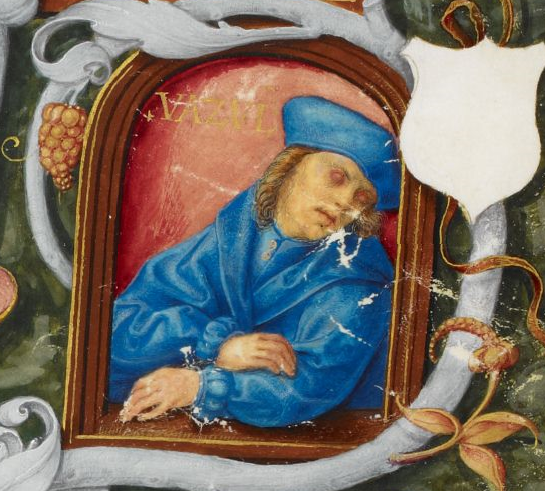
Vazul, duque de Nitra.Imagen tomada de Genealogia dos Reis de Portugal. 1530-1534

Vazul o Vászoly (Basilio), noble húngaro del siglo X y XI (en húngaro: Vazul / Vászoly), (Hungría, ¿?-Hungría, ¿?). Descendiente del gran príncipe Árpád, hijo de Miguel de Hungría (según el historiador húngaro György Györffy su nombre precristiano pudo haber sido Béla), el hermano del príncipe Géza de Hungría, y primo de Esteban I.

## Vida
Vazul tuvo tres hijos: Andrés I, Béla I y Levente, de los cuales solo los dos primeros fueron posteriormente coronados reyes de Hungría.
Unos años antes de la muerte de san Esteban, en 1031 falleció el único heredero del rey, su hijo Emerico, sumiéndose en una situación de tensión ante la selección de un nuevo heredero. Varios historiadores húngaros afirman que si bien estaba bautizado, Vazul seguía profesando la fe pagana, representando una gran parte de los húngaros que no querían convertirse al cristianismo. De esta manera, Vazul no había sido calificado como un posible sucesor para el rey húngaro.
Esteban nombró como su sucesor al hijo de su hermana Pedro Orseolo, quien nació en Venecia y de inmediato se convirtió en el comandante del ejército húngaro. Esto no fue bien visto por muchos nobles húngaros, entre ellos Vazul, quien pretendía el trono húngaro como legítimo descendiente de Árpád que era. Ante esta situación, un grupo liderado por el ispán (gobernador de provincia) Sebös fue enviado a apresar, cegar y posteriormente verter plomo en los oídos de Vazul, según algunos por la esposa de san Esteban, Gisela de Baviera y por Pedro Orseolo. 
Luego sus tres hijos huyeron: Andrés y Levente al Principado de Kiev y Béla al de Cracovia. Décadas más tarde, los tres príncipes regresaron a Hungría y enfrentaron a Pedro Orseolo. Con el apoyo de fuerzas paganas, derrotaron al rey para que Andrés fuera coronado rey húngaro.